# Трапеция (балет)
Трапе́ция (фр. Trapèze) — одноактный балет в восьми частях в постановке русского балетмейстера Б. Г. Романова на музыку С. С. Прокофьева 1925 года по либретто хореографа. Премьера состоялась 6 ноября 1925 года в Гота (Германия) при участии труппы Русского романтического театра. По первоначальному замыслу музыка к балету задумывалась как квинтет, ор. 39. Относится к редко исполняемым сочинениям композитора.

## История создания
Заказ на создание музыки к балету «Трапеция» поступил Прокофьеву летом 1924 года от русского хореографа Бориса Романова. В 1915 году Романов должен был ставить первый балет композитора «Ала и Лоллий» по заказу С. П. Дягилева. Предложение Романова совпало с желанием Прокофьева «написать что-нибудь для малого ансамбля». Изначально музыка к балету задумывалась композитором как квинтет из 6 частей, о чём он писал Н. Я. Мясковскому.
20 июня 1924 года был заключён контракт на условиях передачи Романову исключительных прав на представления балета сроком на 2 года (1925—1926) и с возможностью для Прокофьева концертного исполнения музыки к нему с осени 1925 года; обозначен краткий сценарий произведения. На следующий день после подписания контракта семейство Прокофьевых отправилось на отдых в деревню Сен-Жиль (фр. St. Gilles-sur-Vie). Первую тему для балета композитор сочинил «перед отъездом в Париже, идя по улице, и записал под фонарём», а 26 июня сделал запись в «Дневнике»: «<…> я засел за балет для Романова, который я окончательно решил писать для квинтета и даже, сочиняя, иметь в виду и балет, и концертный квинтет». В период работы над музыкой к балету Прокофьев отзывался о своём сочинении как о квинтете.
Хореограф решил использовать собственное старое либретто к балету «Что случилось с балериной, китайцами и прыгунами» на музыку Владимира Ребикова. Работа над квинтетом была завершена 14 августа 1924 года. Премьера балета «Трапеция» в постановке Б. Романовым планировалась на ноябрь 1924 года в Париже. Но постановка задерживалась из-за финансовых затруднений Романова, затем серьёзно заболела его жена Е. С. Смирнова, исполнявшая главные партии в представлениях труппы Русского романтического театра. Позже предполагалось провести премьеру в мае 1925 года в Париже. В итоге премьера была перенесена на осень 1925 года.
В июле 1925 года Б. Г. Романов расширил либретто балета и просил Прокофьева дополнить квинтет двумя номерами, но к тому времени ещё не определился с названием. Тогда же Дягилев предложил Прокофьеву заняться «большевицким балетом» (будущий «Стальной скок»). Композитор сочинил две дополнительные части — Увертюру и Matelote (матлот — матросский танец), и музыка к балету стала состоять из 8 частей. Таким образом, музыка к балету отличается наличием первых двух частей (Увертюра и Матлот), отсутствующих в Квинтете, op. 39. Эскизы художника Льва Зака понравились композитору.

## Части
- Overture
- Matelote
- Tema con variazioni
- Andante energico
- Allegro sostenuto, ma con brio
- Adagio pesante
- Allegro precipitato, ma non troppo presto
- Andantino

## Действующие лица и исполнители на гастролях в Турине
Персонажи на площади (Personaggi sulla piazza)
- Матрос (Le Matelot) — Борис Романов
- Парижанка (La Parisienne) — Н. Арнат
- Венка (La Viennoise) — Н. Тихонова
- Итальянка (L'Italienne) — С. Андреева
- Чистильщик обуви (Le Nettoyeur de bottes) — М. Ладре, Б. Зисаневич
- Продавец лимонада (Le Vendeur de limonade) — Д. Гречихин

Персонажи цирка (Personaggi del circo)
- Танцовщица на проволоке (La Danseuse du fil de fer) — Анна Эчби
- Укротительница (La Dompteuse) — Эльза Крюгер
- «Король Атмосферы» (Le „Roi de l'Atmosphère“) — А. Обухов
- Акробаты (Les Acrobates) — М. Ладре, Лисаневич [Зисаневич?]
- Клоуны (Les Clowns) — П. Александрова, С. Орлова, Л. Обыденная, И. Кедрова, О. Тарасова

Указано согласно программе выступлений в марте 1926 года в Турине

## Постановки
Премьера балета «Трапеции» состоялась 6 ноября 1925 в немецком городе Гота. Тогда же вместе с «Трапецией» труппа Русского романтического театра представила балет «Посвящение Шуберту» на музыку сюиты С. С. Прокофьева Ф. Шуберт для фортепиано в 2 руки (1920) и хореографическую фантазию фр. La Pâtisserie enchantée на музыку П. И. Чайковского. К настоящему времени данные И. В. Нестьева и энциклопедии «Русский балет» о премьере «Трапеции» в Берлине устарели. В 2002 году Ноёль Манн писала о фотографии представления балета, на обратной стороне которой рукой Лины Прокофьевой было написано, что премьера прошла в Гота, и эта запись подтвердилась обнаруженными упоминаниями о премьере 6 ноября 1925 года в газете города Гота Gothaisches Tageblatt. 9 и 11 ноября труппа Романова представляла «Трапецию» на выступлениях в Ганновере, а с 4 по 12 марта 1926 года — в Турине. Сохранилась программа выступлений Русского романтического театра Романова в Турине. Судя по заметкам Gothaisches Tageblatt, балет походил на цирковое представление, был «смешной, фантастический, клоунский». Но выступления не обрели значительного успеха. По окончании гастролей и возвращении в Берлин труппа была распущена. Вскоре театр Романова прекратил существование, а балет «Трапеция» был забыт. Несмотря на неудачу «Трапеции», Прокофьев был удовлетворён изданием партитуры квинтета для его концертного исполнения. Две первые части музыки к балету (Увертюра и Матлот) не были включены в Квинтет, op. 39, но вошли в Дивертисмент для оркестра, op. 43 и Дивертисмент для фортепиано, op. 43 bis.
Партитура оригинальной версии балета была забыта на долгие годы и не издавалась. В начале XXI века Увертюра и Матлот были заново оркестрованы с рукописи партитуры для фортепиано. 31 января 2003 года в Манчестере состоялась мировая премьера восстановленной музыки к балету «Трапеция» в исполнении симфонического оркестра BBC Philharmonic. Новая премьера балета «Трапеция», приуроченная к 50-летию со дня смерти композитора, состоялась 8 апреля 2003 года в Лондоне в постановке Кристофера Хэмпсона (Christopher Hampson) коллективом Английского национального балета (English National Ballet). В реинтерпретации «Трапеции» было занято 6 танцовщиков. Атмосфера нового балета полна «нарциссизма, ревности и соперничества».
Кроме этого современный зритель может судить о балете «Трапеция» также по вариантам реконструкций в постановке Натальи Рыженко телебалета «Трапеция» 1970 года или Натальи Кайдановской в 2009 году.

## Записи музыки к балету «Трапеция»
- 1962 — Квинтет С. Р. Сапожникова: Михаил Хейфец — гобой, Лев Михайлов — кларнет, Валерия Капитонова — скрипка, Георгий Капитонов — альт, Родион Азархин — контрабас, дирижёр Сергей Сапожников. Пластинка фирмы Мелодия СМ 02593-4, 1971[11].

## Фильмография
- Фильм-балет «Трапеция» на YouTube — телебалет в постановке балетмейстера Н. И. Рыженко с участием Екатерины Максимовой, Владимира Васильева, Людмилы Власовой; творческое объединение «Экран», 1970